# Параконьев, Константин Иосифович
Константин Иосифович Парако́ньев (1920—1987) — советский украинский актёр. Народный артист Украинской ССР (1979).

## Биография
Согласно автобиографии родился 8 сентября 1920 года в Елисаветграде (ныне — Кропивницкий). Отмечается, однако, что родился в селе Владимировке в семье учителя. Отец, Иосиф Иванович Пароконьев, вскоре после учительствования принял духовный сан и стал священником (протоиреем), в 1937 году его репрессировали и сослали на Соловки, где в том же году он был расстрелян. Мать отдала Костю родственникам в Зиновьевск. Окончив с отличием школу, юноша, фамилию которого заменили на Параконьев, подался в КГИТИ имени И. К. Карпенко-Карого.
После института Константин Параконьев попросился на сцену театра родного города. Во время второй мировой войны работал в театре оккупированного города. Параконьев дебютировал в октябре 1942 года в роли Халявы в спектакле М. Л. Кропивницкого «Вий». Эта роль станет одной из ведущих в артистической деятельности актёра, к ней он возвращался не раз.

## Творчество
С молодых лет Константин Иосифович мечтал о режиссуре однако в театре ему поручали небольшие, большей частью эпизодичные роли, в которых он умел себя проявить. Так, Параконьев был отмечен за роль Кобзаря в драме «Тарас Бульба» (по Н. В. Гоголю). С этого спектакля началось творческое содружество Константина Параконьева и Михаила Донца. В 1960 году они поставили драму М. П. Старицкого «Маруся Богуславка». Режиссёр поручил сложную роль Хана Гирея Константину Иосифовичу, с которой тот блестяще справился.
1960-е года были плодотворными в творческой биографии артиста. Кроме актёрской работы, Параконьев поставил несколько спектаклей, в частности «Мартына Борулю» И. К. Карпенко-Карого, популярные тогда произведения «Сержант милиции» И. Г. Лазутина, «Касса маре» И. П. Друцэ, «Человек со звезды» К. Виттлингера. Актёра и режиссёра представили к присуждению звания заслуженного артиста республики, однако награждён он не был. В качестве актёра Параконьев создает блестящие образы Фёдора Протасова («Живой труп» Л. Н. Толстого), Сатина («На дне» М. Горького) и прочие. В те годы репертуар театра составлялся в основном из пьес русской и зарубежной классики, украинскую представляли преимущественно произведения А. Корнейчука. Учитывая высокое мастерство художника, его популярность, руководство театра вторично представляет Параконьєва к присуждению звания «Заслуженного артиста УССР», однако звание вновь не было присвоено. В 1967 году Параконьев оставляет Кировоград и переезжает работать в Запорожский украинский музыкально-драматический театр имени Н. А. Щорса. Через три года Параконьев создает образ Ярослава Мудрого в одноимённой пьесе И. А. Кочерги за что вместе с режиссёром Смеяном в 1970 году был удостоен Государственной премии УССР имени Т. Г. Шевченко.
Как режиссёр он поставил десяток спектаклей (среди них, например «Есть такая партия» И. Рачады), в нескольких из них выступал как художник. Актёр очаровывал зрителей заметным телосложением — он был высокого роста, стройный, обладал великолепным баритоном, хорошо танцевал.
Умер Константин Параконьев 22 марта 1987 года. Похоронен в Запорожье.

## Фильмография
1. 1962 — Чудак-человек — жулик Бардадым
2. 1964 — Сон — Сельский маляр
3. 1972 — Семнадцатый трансатлантический — помполит Савва Иванович
4. 1973 — Повесть о женщине

## Награды
- Государственная премия УССР имени Т. Г. Шевченко (1970) — за исполнение заглавной роли в спектакле «Ярослав Мудрый» И. А. Кочерги (совместно с режиссёром С. К. Смеяном)[4]
- Народный артист Украинской ССР (1979)[6]
- Заслуженный артист Украинской ССР (1969)[7]